# European Championships 2026
Die 3. European Championships sollen vom 30. Juli bis zum 9. August 2026 ausgetragen werden. Ein Austragungsort steht bisher noch nicht fest (Stand: 22. April 2025), die Bewerberphase beginnt in der Zeit nach den European Championships 2022.

## Sportarten
Der Ausrichter European Championship Management (ECM) erwartet zwischen sieben und zehn Sportarten bei den European Championships 2026.
Im Juni 2022 gab die European Athletic Association (EAA) bekannt, dass die Leichtathletik-Europameisterschaften 2026 als eigenständige Veranstaltung unabhängig von den European Championships ausgetragen werden sollen. Dagegen äußerte der europäische Schwimmverband Ligue Européenne de Natation (LEN) die Absicht, 2026 zu den European Championships zurückkehren zu wollen. Der Verband hatte eine Teilnahme an der Ausgabe 2022 aufgrund der aus Sicht des Verbands nicht passenden Austragungsstätte in München ausgeschlagen. Der Europäische Radsportverband UEC äußerte Ende 2023 die Absicht, sich zumindest bis 2034 an den European Championships zu beteiligen.